# Delaware County Community College
Il Delaware County Community College, chiamato anche DCCC, DC3 e Delco, è un community college di 2 anni nell'area di Filadelfia, in Pennsylvania. La sede principale è nella contea di Delaware, però ha due campus, tre centri e diverse altre sedi dislocate tra la contea di Delaware e quella di Chester. Il campus principale è a Marple.